# Jean-Gustave Bourbouze
Jean Gustave Bourbouze (Paris, 17 septembre 1825 - 23 septembre 1889) est un ingénieur français, fabricant d'instruments de précision et pédagogue de l'enseignement technique.

## Biographie
Jean Gustave Bourbouze débuta comme simple ouvrier mécanicien. Grâce à ses grandes qualités, il fut choisi par les professeurs Claude Pouillet et César Despretz pour succéder à Jean Thiébault Silbermann en tant que préparateur des cours de physique et conservateur du cabinet de physique de la faculté des sciences de Paris le 1er février 1849 à l'âge de 23 ans. Il devient alors le collaborateur de plusieurs  physiciens dont Léon Foucault, avec lequel il prépare en 1851 l'expérience du pendule au Panthéon. En 1855, il reçoit une énorme décharge électrique en manipulant la pile à 750 éléments de Bunsen utilisée à la Sorbonne par César Despretz pour ses expériences sur la synthèse de diamant. 	
En 1862, il devient également préparateur et chef des travaux pratiques de physique à l'école supérieure de pharmacie de Paris auprès de Jean-Louis-Henri Buignet.  
En tant que préparateur du cours à la faculté, il contribua de façon majeure à l'éclat des célèbres expériences qui illustraient les cours de Claude Pouillet, César Despretz, Paul Desains et Jules Jamin. Il participait également aux projections lors des soirées de vulgarisation scientifique à la Sorbonne.
À partir de 1867, il participe à la faculté à la création du laboratoire de recherches physiques dirigé par Jules Jamin, et du laboratoire d'enseignement de la physique dirigé par Paul Desains. Durant le siège de Paris par l'armée prussienne en 1870, il propose de réaliser une liaison télégraphique par voie fluviale envoyant de puissants courants dans la Seine à partir de générateurs situés derrière les lignes de l'armée prussienne et de recevoir à Paris, à l'aide de galvanomètres très sensibles, le courant résiduel. Les essais furent menés, avec grandes difficultés dues en particulier à l'hiver très rigoureux, avec Paul Desains grâce au financement de Marcellin Berthelot. Durant ce même siège, il organise l’éclairage électrique de la ville de Paris et est pour cela nommé chevalier de la Légion d'honneur par décret du 31 décembre 1872 rendu sur le rapport du ministre de la guerre.

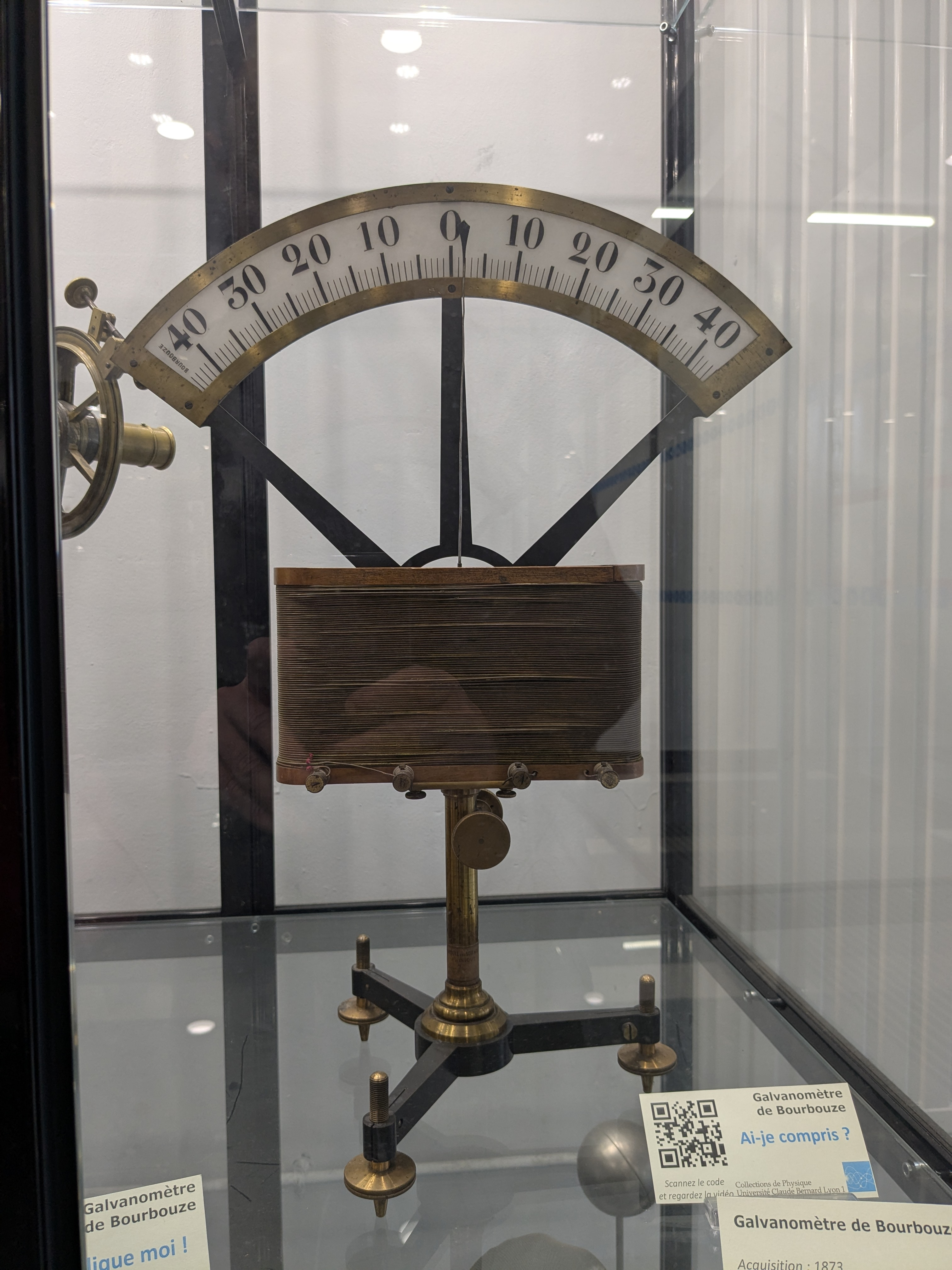
Galvanomètre de Bourbouze.

Juste avant de quitter ses fonctions de préparateur, Bourbouze remarque un jeune étudiant, Pierre Curie qui prépare sa licence ès sciences physique de 1875 à 1877 à la faculté des sciences. Il le prend alors comme assistant pour la préparation du cours de physique de François Leroux à l'école supérieure de pharmacie de Paris. Bourbouze rencontre également Jacques Curie qui lui succède à école supérieure de pharmacie de Paris. En 1886, Bourbouze fut le constructeur d'un électromètre et d'un appareil pour l'étude du quartz piézo-électrique inventés par les frères Curie. Il développa également à la fin de sa vie un procédé de soudure de l'aluminium (brevet 6 juin 1884), avec un alliage aluminium-étain, dont l'étude fut poursuivi par sa veuve.

## Le créateur d'instruments
Habile constructeur, Bourbouze réalise des instruments à la fois pour l'enseignement et pour la recherche.  

### Exemples d'instruments
- Galvanomètre vertical à fléau[6],[7]

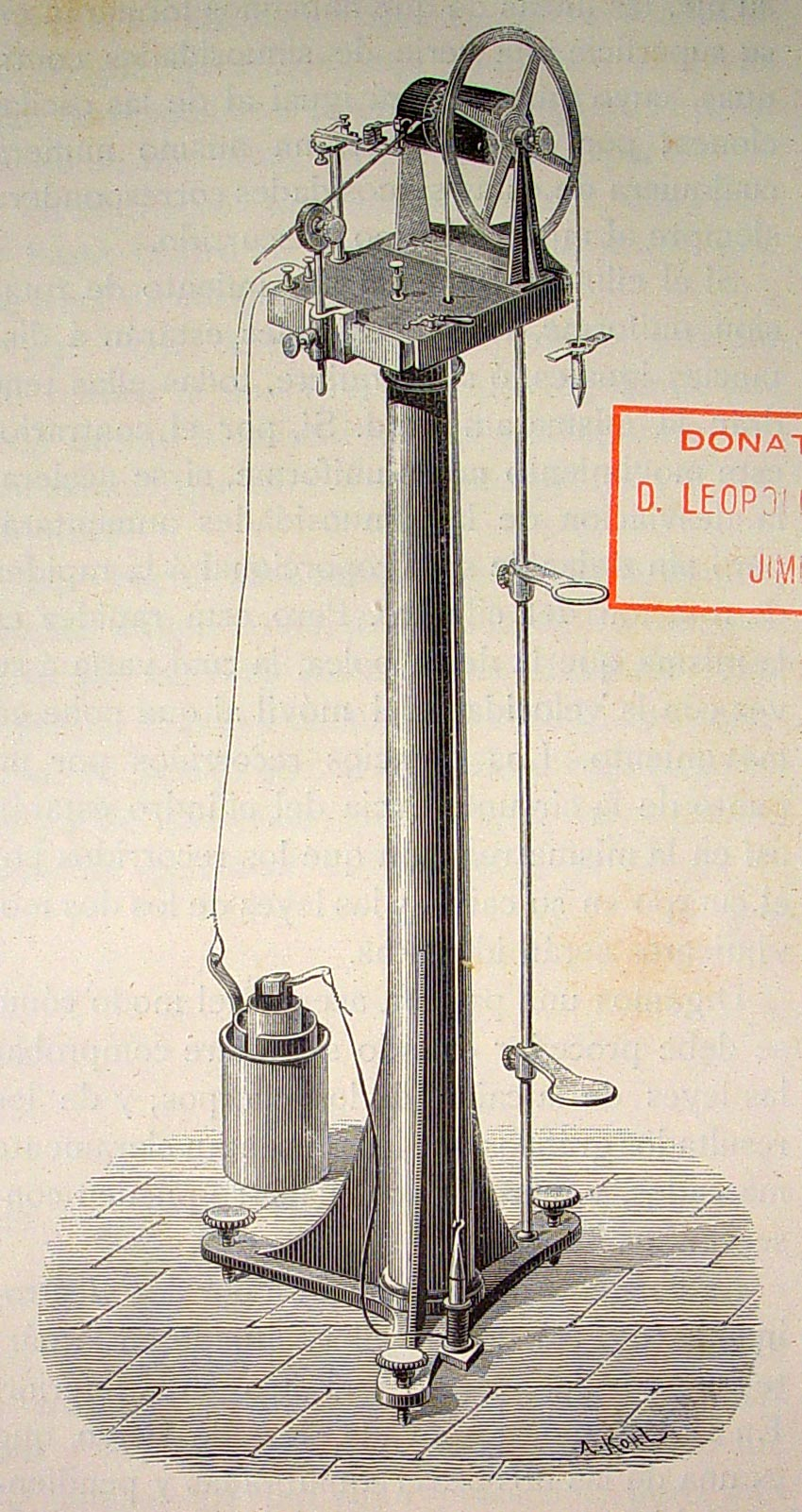
Machine pour l'étude des lois de la chute des corps

- Machine pour l'étude des lois de la chute des corps par la méthode graphique[8] (1862, présenté par César Despretz à l'Académie des sciences)
- Hygromètre à miroir et hygromètre à condensation
- Sirène de M. Bourbouze[9]
- Système de projection mobile pour les séances de vulgarisation à la Sorbonne
- Application de la méthode optique de Lissajous à l'étude des tuyaux sonores
- Moteur électrique de M. Bourbouze
- Lampe de Bourbouze - Wiessneg

## Postérité du pédagogue: les laboratoires Bourbouze
En tant que préparateur, constructeur d'instruments et pédagogue, Bourbouze avait acquis une très grande réputation : "Il est bien peu de physiciens actuels qui n'aient connu M. Bourbouze, soit à la Sorbonne, où il fut durant longtemps préparateur du cours de physique, soit au cours de physique expérimentale qu'il avait installé chez lui.". Gustave Bourbouze avait en effet fondé à ses frais un cours de physique expérimentale sous  le patronage de l'Association philotechnique de Paris. Ces cours gratuits du dimanche furent ensuite donnés chez lui, où il possédait une importante collection d'instruments scientifiques. Une cinquantaine d'élèves suivait ainsi de novembre à Pâques ses leçons qui furent subventionnés par la ville de Paris à partir de 1884. À la mort de Bourbouze, les "cours Bourbouze" furent perpétués par deux de ses anciens élèves MM. Auguste-Alexandre Pihan et Henri-Marie Armagnat devenus ses collaborateurs. Les cours rouvrent leurs portes au 340 rue Saint-Jacques en 1893.
À cette même époque, un autre de ses anciens élèves, Charles-Jérémie Hemardinquer, devenu lui-même préparateur à la faculté des sciences, rassemble les notes laissées à sa mort par Bourbouze et recueillies par sa veuve, notes où il avait rédigé de façon simple et claire les modes opératoires composés pour les cours qu'il faisait gratuitement chez lui le dimanche. Il publie ainsi en 1895 un ouvrage de 325 pages intitulés "Modes opératoires de physique de J.-G. Bourbouze" préfacé par Gabriel Lippmann, qui avait connu Bourbouze lorsqu'il était étudiant, puis enseignant à la faculté et dont il faisait l'éloge comme "Homme modeste et savant, préparateur modèle et habile constructeur en même temps qu'inventeur ingénieur".
La même année où parait le manuel de travaux pratiques "testament" de Bourbouze, Armagnat, Pihan, Hémardinquer et quelques autres anciens élèves fondent la Société des laboratoires Bourbouze placée sous la présidence d'honneur de Gabriel Lippmann et de Nestor Gréhant. Pihan en est le secrétaire général puis président et Hémardinquer en deviendra secrétaire général. Cette société assure une organisation plus solide de ces cours d'enseignement technique gratuits du dimanche, connus à partir de ce moment sous le nom de "Laboratoires Bourbouze". Outre la physique, les travaux pratiques qui forment l'essentiel de l'enseignement, s'élargissent à l'électricité, la photographie et la chime appliquées à l'industrie. Ces cours furent tout d'abord déménagés au 21 rue des Nonnains-d'Hyères, grâce à Charles Buchet, directeur de la Pharmacie centrale de France, puis au 5 rue de Jouy, juste à côté du siège de la Pharmacie centrale de France.
L'année scolaire 1895-96, les cours accueillent 80 élèves, en 1899-1900 on en compte 320.
En 1908, les séances d'enseignement des Laboratoires Bourbouze accueillent 150 élèves répartis en huit sections: physique générale, optique, électricité, chimie analytique, chimie industrielle, photographie, micrographie et métallurgie.
Les locaux de la rue de Jouy comprennent cinq grandes salles de manipulation couvrant 135 m2 et une grand hall vitré de 180 m2 permettant de recevoir simultanément 250 élèves
Une association des élèves et anciens élèves des laboratoires Bourbouze est créée, association qui publie la revue l'Actualité scientifique: revue mensuelle de sciences pures et appliquées.
En 1909, Charles Jérémie Hemardinquer créée également l'École technique Scientia, sous la forme d'une société anonyme, au 23 rue François-Gérard, qui va former notamment des techniciens de laboratoire et de nouveaux locaux pour les laboratoires Bourbouze sont inaugurés en 1911 au 40 rue des Allouettes.